# Hertford (Carolina del Nord)
Hertford è una città degli Stati Uniti d'America situata nella Carolina del Nord, nella Contea di Perquimans, della quale è anche il capoluogo.